# Adrian Schoop
Adrian Schoop (* 15. November 1985 in Baden) ist ein Schweizer Unternehmer und Politiker (FDP).

## Politik
Seit 2012 ist Adrian Schoop Mitglied des Gemeinderats (Exekutive) von Turgi und steht seit 2017 diesem als Gemeindeammann vor. Als Gemeindeammann war Schoop massgeblich an den Fusionsverhandlungen zwischen den Gemeinden Turgi und Baden beteiligt. Die Stimmbevölkerung sprach sich im März 2023 schliesslich für eine Fusion der beiden Gemeinden zur Stadt Baden aus.
Schoop war von 2016 bis 2018 als Finanzchef Mitglied der Geschäftsleitung der FDP Aargau. Schoop wurde 2017 in den Grossen Rat des Kantons Aargau gewählt und 2020 und 2024 wiedergewählt. Er ist im Rat Mitglied in der Justizkommission. Schoop kandidierte bei den Eidgenössischen Wahlen 2023 erneut für den Nationalrat. Für den Wahlkampf gab Schoop mit CHF 263’742 das mit Abstand größte Budget im Aargau aus. Dabei verpasste er die Wahl um 91 Stimmen und musste dem bisherigen Matthias Jauslin den Vortritt lassen.

## Beruf
Nach der Matura an der Kantonsschule Baden studierte Adrian Schoop an der Universität St. Gallen Rechtswissenschaften mit Wirtschaftswissenschaften, wo er 2013 mit dem Titel Dr. iur. HSG abschloss.
Bereits während des Studiums sammelte Schoop erste unternehmerische Erfahrungen mit dem Aufbau eines Start-up-Unternehmens. Seit 2009 ist er im Verwaltungsrat der Schoop + Co. AG und der Soba Inter AG, von letzterer ist er ebenfalls seit 2013 Geschäftsführer. 2021 übernahm er von seinem Vater die Leitung des Familienunternehmens, der Schoop Gruppe mit Sitz in Baden-Dättwil. Die Schoop Gruppe hat ihren Schwerpunkt im Gartenbau, Spenglerei- und Flachdacharbeiten.